# Liste des châteaux anglais
Cette liste non exhaustive répertorie les principaux châteaux en Angleterre, au Royaume-Uni.
Elle inclut les châteaux au sens large du terme, c'est-à-dire :
- les châteaux et châteaux forts (généralement bâtis en milieu rural, y compris chartreuses, gentilhommières, logis seigneuriaux, maisons fortes, manoirs).
- les palais (généralement bâtis en milieu urbain)
- les donjons
- les domaines viticoles, présentant un édifice répondant à la définition de château quel que soit leur état de conservation (ruines, bâtiments d'origine ou restaurés) et leur statut (musée, propriété privée, ouvert ou non à la visite).

Elle exclut :
- les citadelles
- les domaines viticoles qui n'ont de château que le nom, en l'absence d'édifice répondant à la définition de château.
- les châteaux dont il ne reste plus que des traces des travaux de terrassement.

À la vue du nombre d'homonymies de noms de châteaux, quelquefois même à l'intérieur d'une province, merci de préciser la commune, et si possible l'époque, s'il est classé, s'il est ouvert au public et éventuellement anecdote du château lorsqu'il n'a pas encore d'article.
GlC : construction commencée sous Guillaume le Conquérant.

## Angleterre de l'Est

### Comté de l'Essex
- Audley End House
- Château de Clavering (en)
- Château de Colchester
- Château de Hadleigh (en)
- Château de Hedingham
- Château de Pleshey (en)
- Château de Walden
- Hylands Park

### Comté duHertfordshire
- Château de Berkhamsted
- Château de Hertford
- Hatfield House
- Hellens

### Comté duBedfordshire
- Abbaye de Woburn
- Château d'Odell
- Château de Bedford
- Château de Someries

### Comté duCambridgeshire
- Château de Buckden
- Elton Hall
- Hinchingbrooke House
- Château de Kimbolton
- Château de Kirtling (en)
- Tour de Longthorpe
- Château de Northborough (en).
- Château de Woodcroft

### Comté duNorfolk
- Château de Baconsthorpe (en)
- Château de Buckenham (en)
- Château de Burgh
- Château de Caister à West Caister
- Château de Castle Acre
- Château de Castle Rising
- Château de Claxton
- Château de North Elmham (en)
- Château de Norwich
- Oxburgh Hall
- Château de Weeting
- Sandringham House

### Comté duSuffolk
- Château de Bungay
- Château de Clare (en)
- Château de Eye (en)
- Château de Framlingham
- Château de Mettingham
- Château d'Orford
- Château de Wingfield

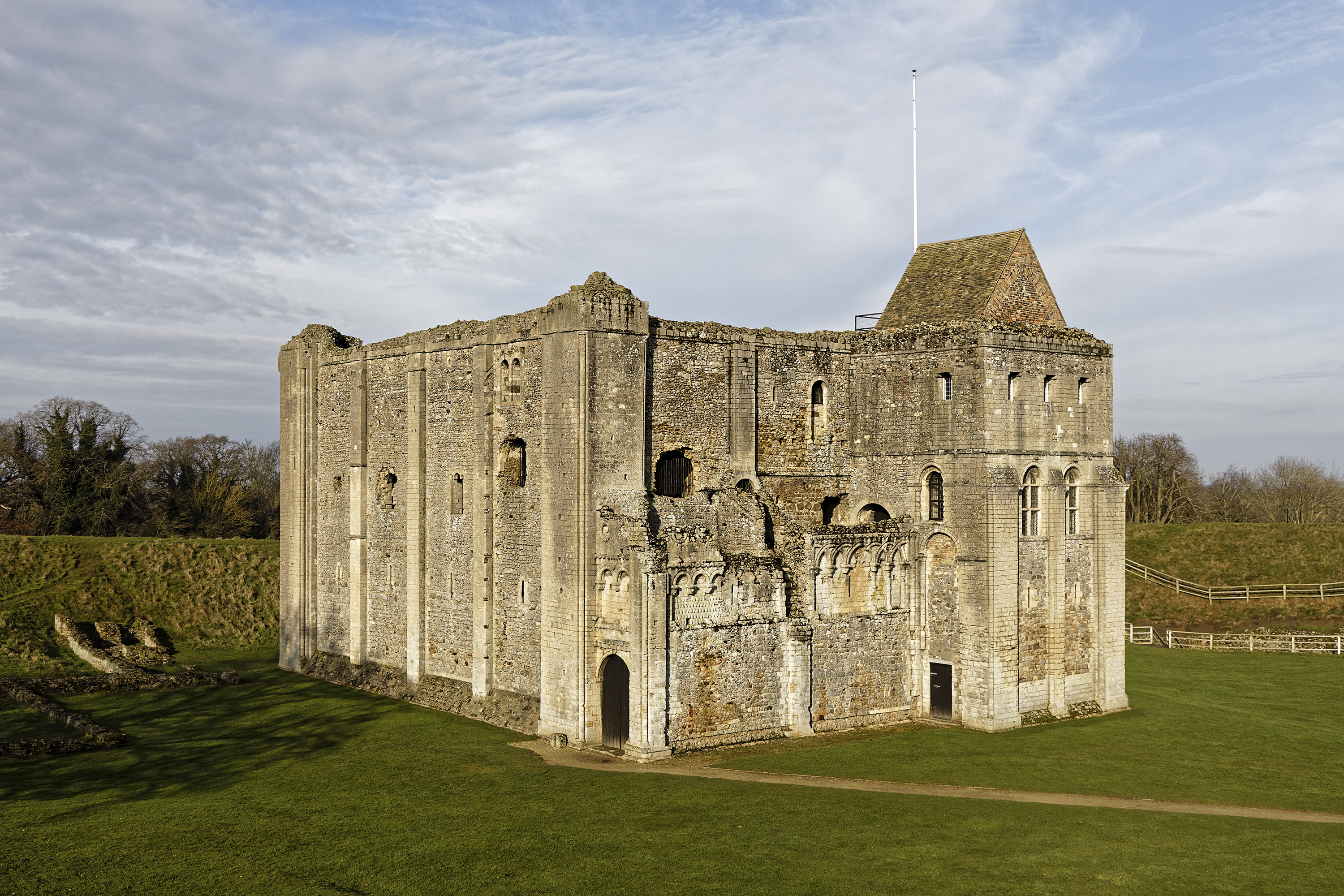
Le Château de Castle Rising
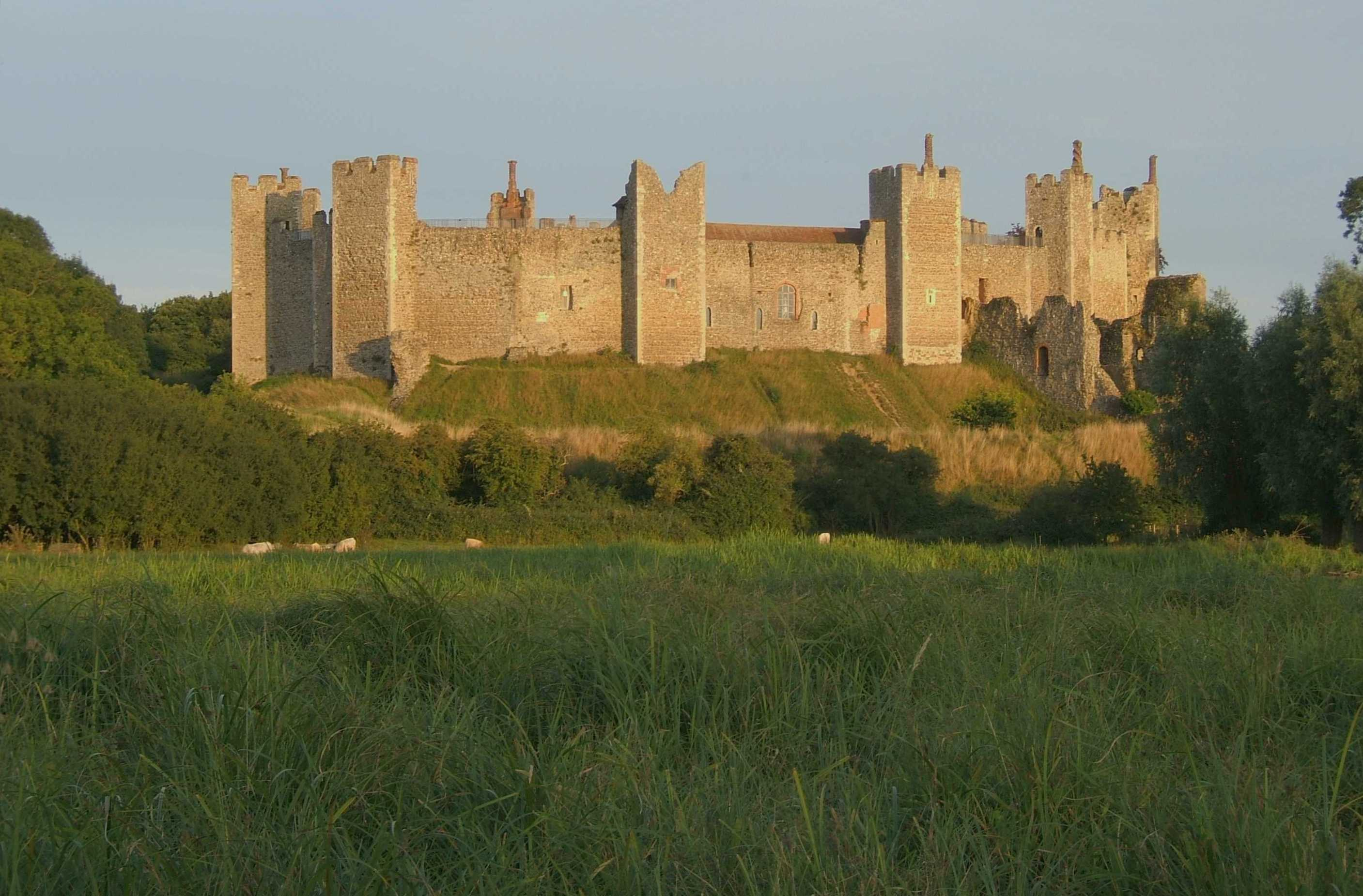
Le château de Framlingham
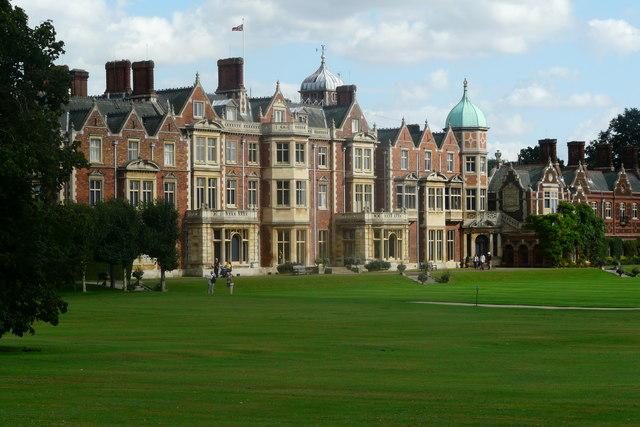
Sandringham House

## Angleterre du Nord-Est

### Comté duNorthumberland
- Château d'Alnwick
- Château d'Aydon
- Château de Bamburgh
- Château de Barmoor
- Château de Beaufront (en)
- Château de Bellister
- Château de Belsay
- Belsay Hall
- Château de Berwick
- Tour de Bitchfield (en)
- Château de Blenkinsop (en)
- Château de Bothal
- Château de Bywell
- Château de Callaly
- Château de Cartington (en)
- Château de Chillingham
- Château de Chipchase
- Château de Coupland
- Château de Cresswell (en)
- Château de Dally (en)
- Château de Dilston (en)
- Château de Dunstanburgh
- Château d'Edlingham
- Château d'Etal (en)
- Château de Featherstone
- Château de Ford
- Château de Halton (en)
- Château de Harbottle (en)
- Château de Haughton
- Château de Langley
- Lemmington Hall (en)
- Château de Lindisfarne
- Château de Mitford (en)
- Château de Morpeth
- Château de Norham
- Château de Prudhoe
- Château de Thirlwall
- Château de Warkworth

### Comté deDurham
- Château d'Auckland
- Château de Barnard
- Château de Bowes
- Château de Brancepeth
- Château de Durham
- Château de Lambton
- Château de Lumley
- Château de Raby
- Château de Walworth
- Château de Witton

### Comté duTyne and Wear
- Château de Hylton
- Château de Newcastle
- Château de Ravensworth
- Château de Tynemouth (en)

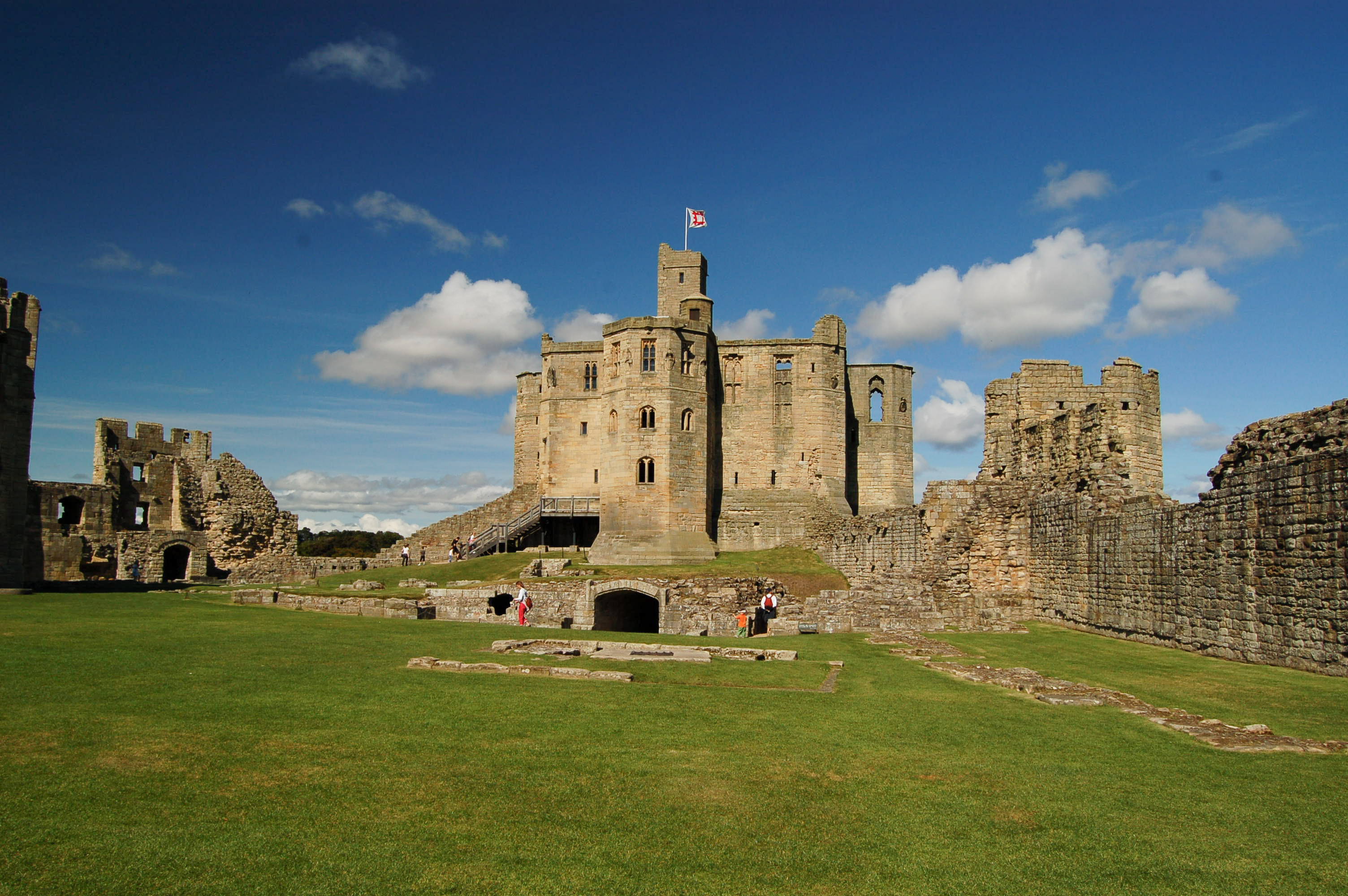
Le château de Warkworth
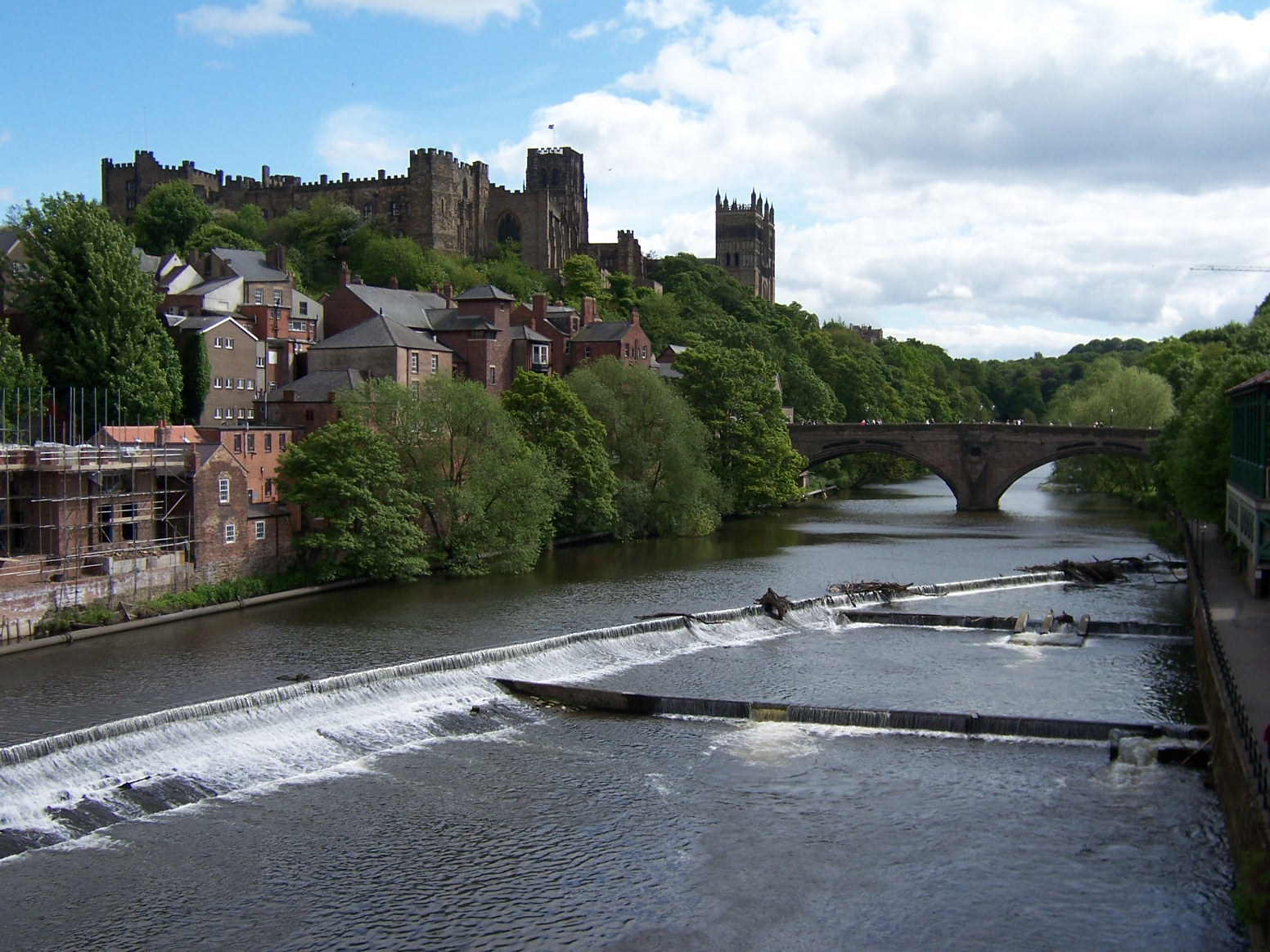
Le château de Durham
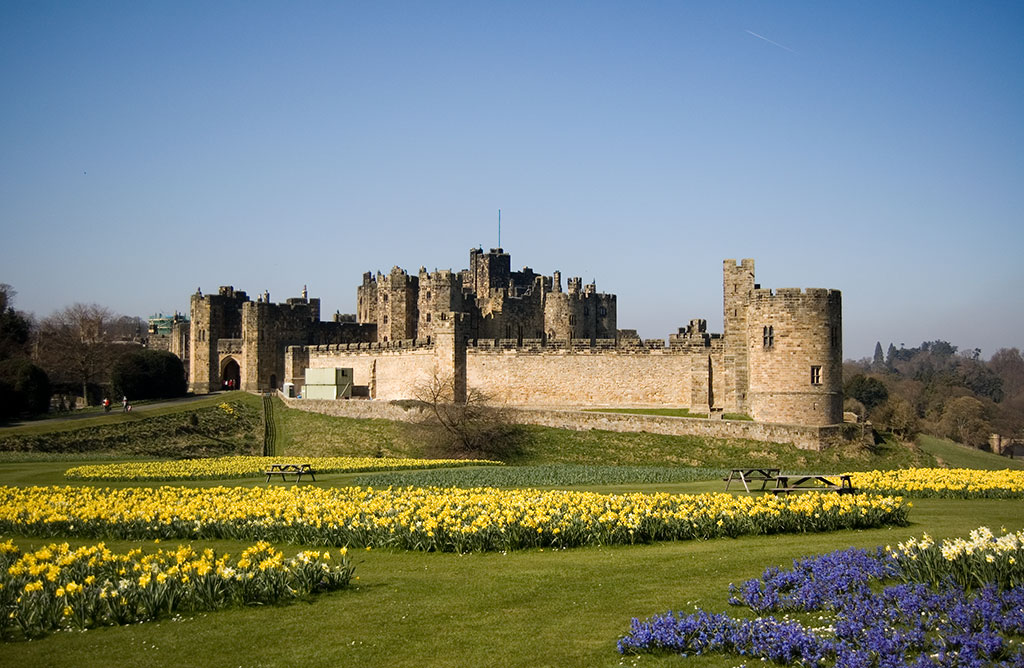
Le château d'Alnwick

## Angleterre du Nord-Ouest

### Comté duCheshire
Lyme Park

### Comté deCumbria
- Château d'Appleby
- Tour d'Arnside
- Askerton Castle
- Château de Bewcastle
- Château de Brough
- Château de Brougham
- Château de Carlisle
- Château de Cockermouth
- Château de Corby
- Château de Dalton (en)
- Château d'Egremont
- Château de Gleaston (en)
- Château de Greystoke
- Château d'Hartley (en)
- Château de High Head (en)
- Château de Kendal
- Château de Lowther (en)
- Château de Muncaster
- Château de Naworth
- Château de Pendragon
- Château de Penrith
- Château de Piel
- Château de Sizergh
- Château de Wray

### Comté duLancashire
- Château de Clitheroe (en)
- Château de Greenhalgh
- Château de Hornby (en)
- Château de Lancaster
- Samlesbury Hall

### Grand Manchester
- Bramall Hall
- Château de Buckton

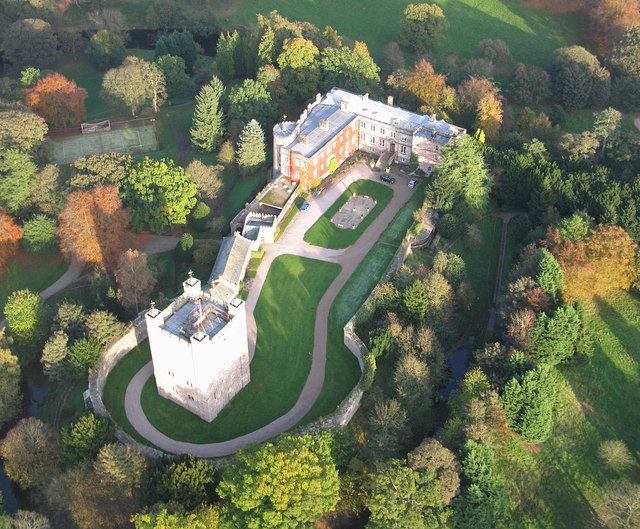
Château d'Appleby
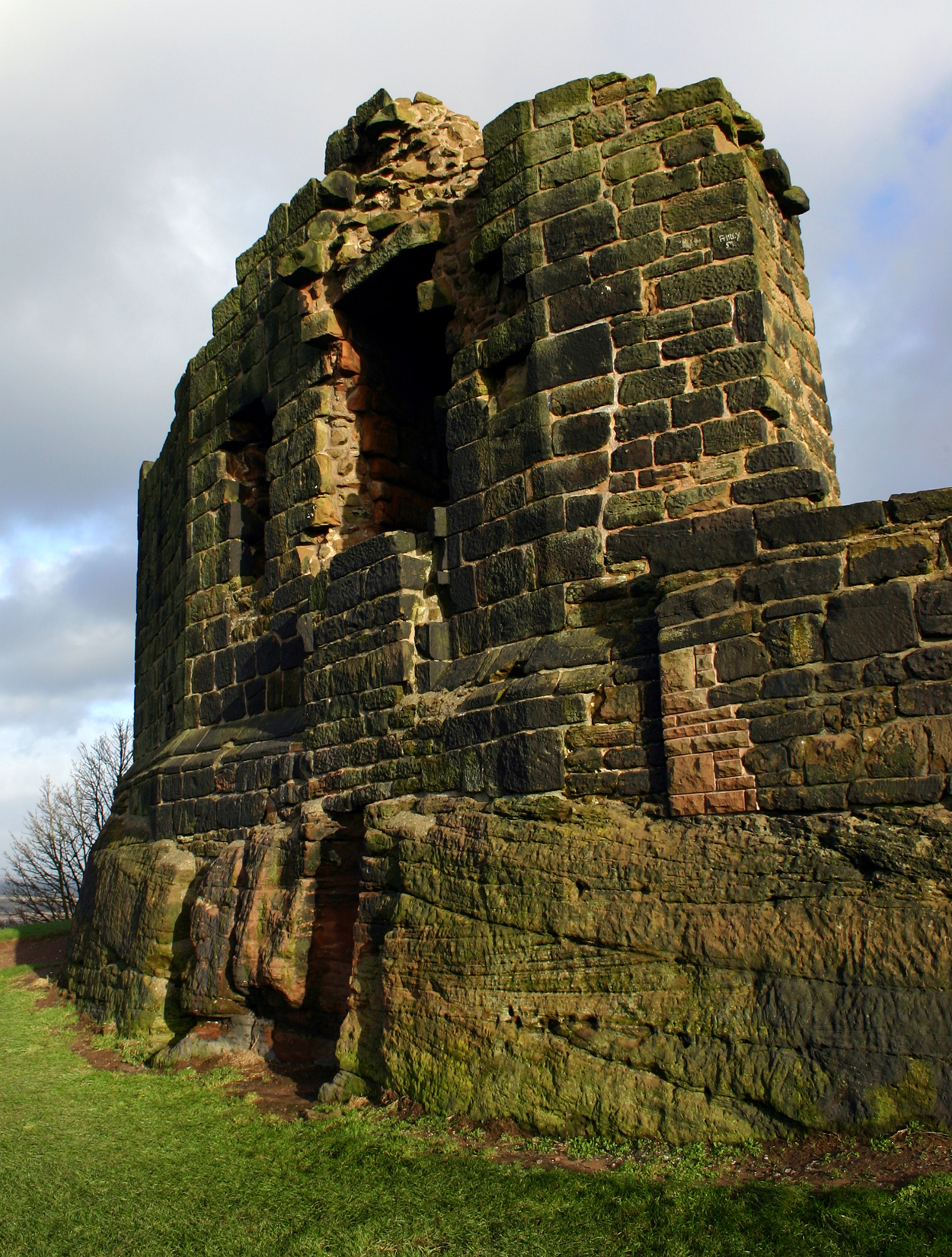
Château de Halton
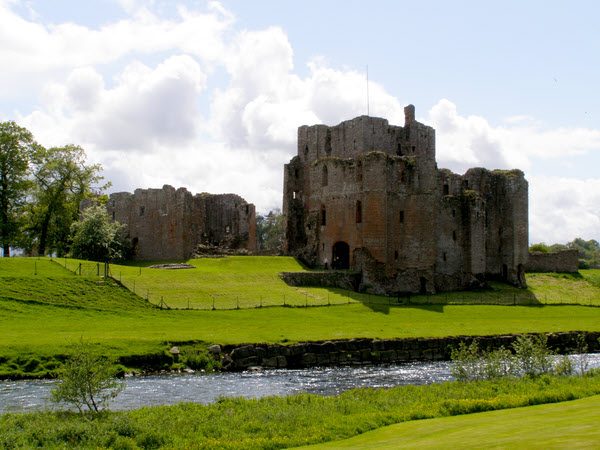
Château de Brougham

## Angleterre du Sud-Est

### Comté duBerkshire
- Château de Donnington
- Château de Windsor
- Frogmore House

### Comté duBuckinghamshire
- Chequers
- Cliveden
- Hartwell House
- Hughenden Manor (en)
- Waddesdon Manor

### Comté duSussex de l'Est
- Château de Bodiam
- Château de Bolebroke (en)
- Brighton Pavilion
- Château de Camber
- Château de Hastings
- Château de Herstmonceux
- Château de Lewes
- Château de Pevensey
- Château de Rye

### Comté duSussex de l'Ouest
- Château d'Amberley
- Château d'Arundel
- Château de Bramber
- Goodwood House
- Château de Knepp
- Petworth House

### Comté duHampshire
- Château de Calshot (en)
- Château de Christchurch (en)
- Château de Highclere
- Château de Highcliffe (en)
- Château de Hurst (en)
- Château de Netley
- Château d'Odiham
- Château de Portchester
- Château de Southsea
- Château de Winchester
- Stratfield Saye House
- The Vyne (en)

### Île de Wight
- Château de Carisbrooke
- Château de Norris (en)
- Château de Yarmouth (en)
- Osborne House

### Comté duKent
- Château d'Allington (en)
- Château de Canterbury
- Château de Chiddingstone (en)
- Château de Chilham
- Château de Cooling (en)
- Château de Deal
- Château de Douvres
- Château d'Eynsford
- Château d'Hever
- Château de Kingsgate
- Château de Leeds
- Château de Lympne
- Château de Rochester
- Château de Saltwood
- Château de Sandgate (en)
- Château de Scotney
- Château de Sissinghurst
- Château de Tonbridge
- Château d'Upnor (en)
- Château de Walmer (en)
- Château de Westenhanger
- Groombridge Place
- Knole House
- Penshurst Place

### Comté de l'Oxfordshire
- Palais de Blenheim
- Château de Broughton
- Greys Court
- Château d'Oxford
- Château de Shirburn (en)
- Château de Wallingford
- Garsington Manor

### Comté duSurrey
- Claremont House
- Château de Farnham
- Château de Guildford
- Château de Reigate (en)
- Polesden Lacey

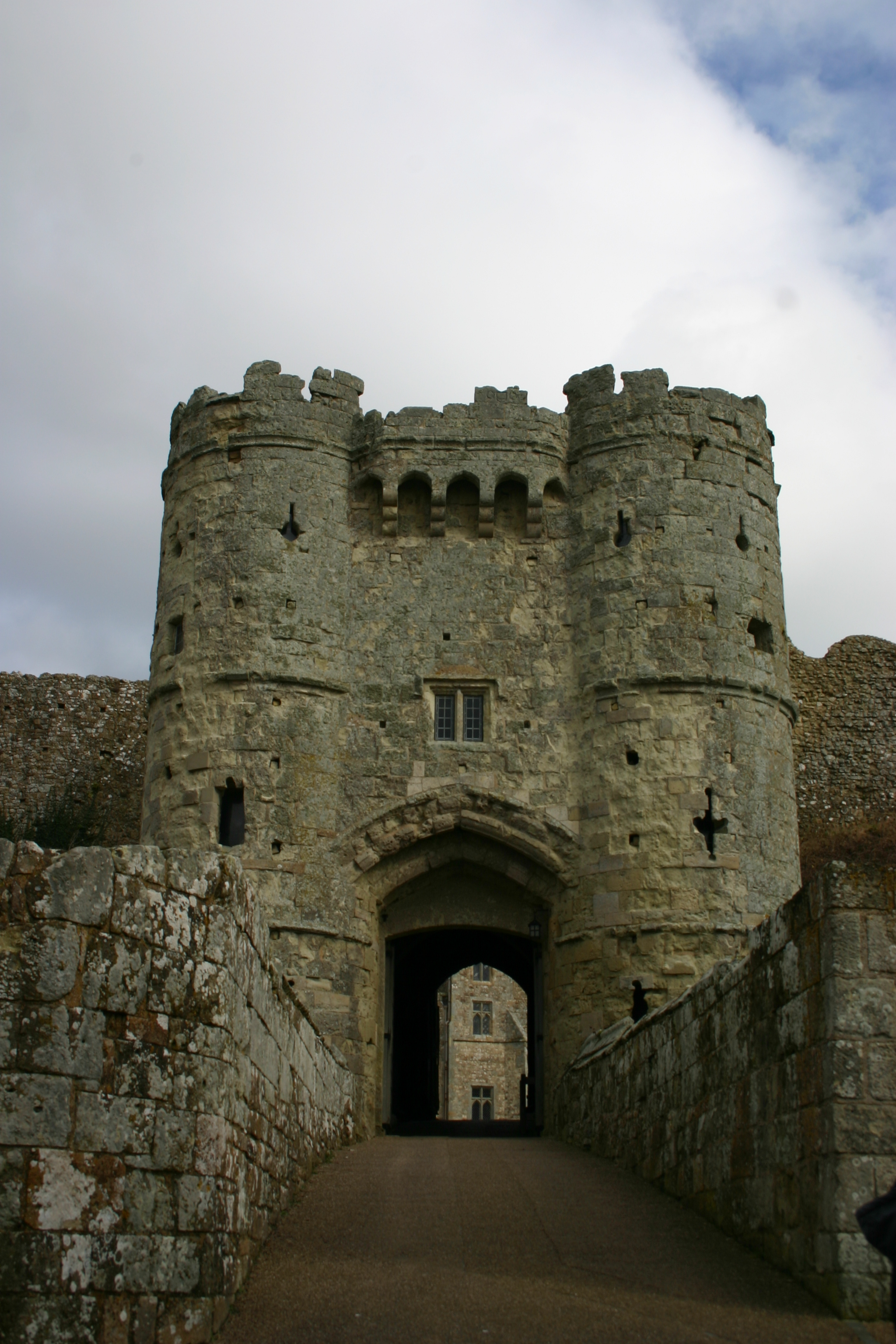
Château de Carisbrooke
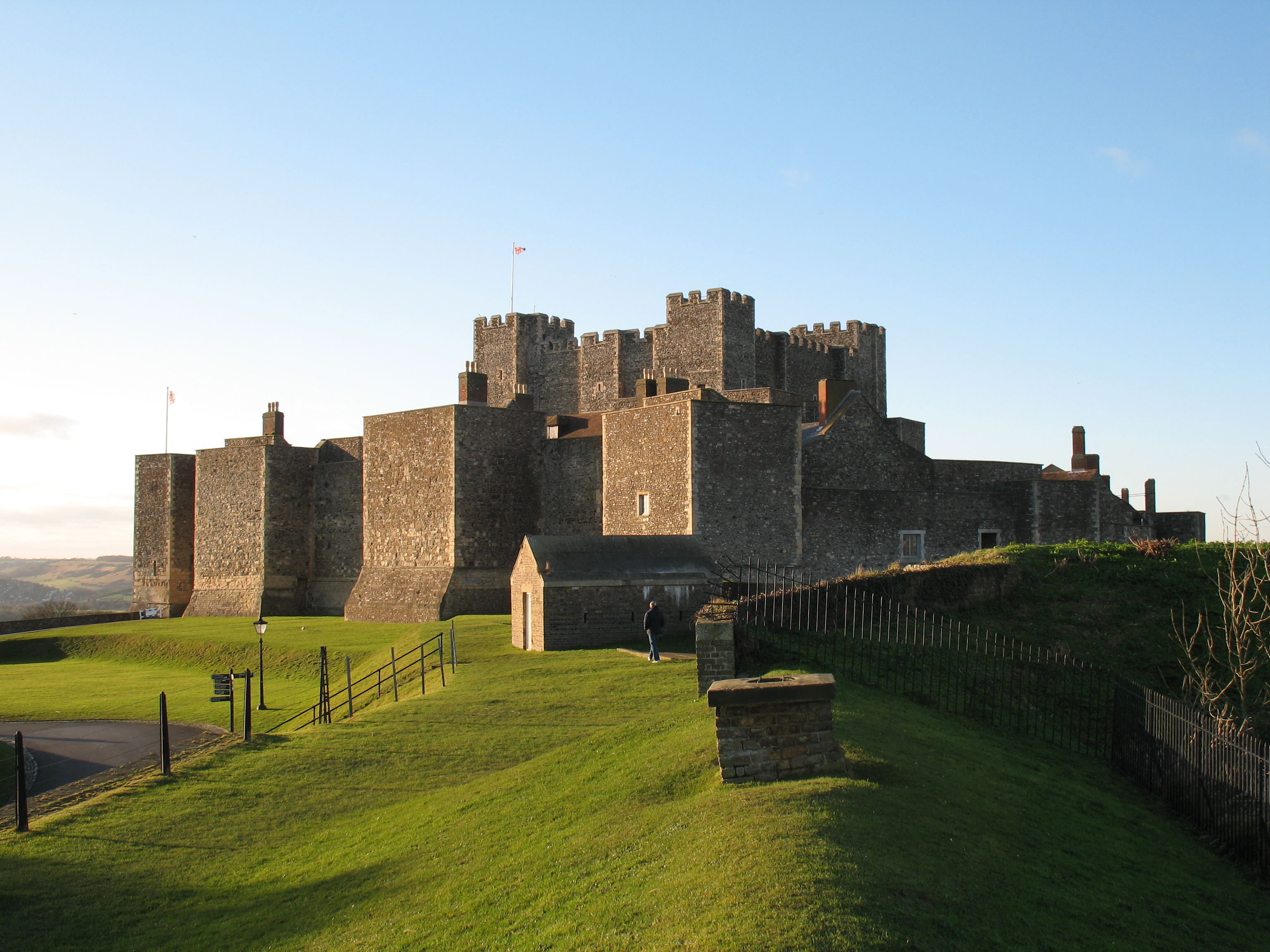
Château de Douvres
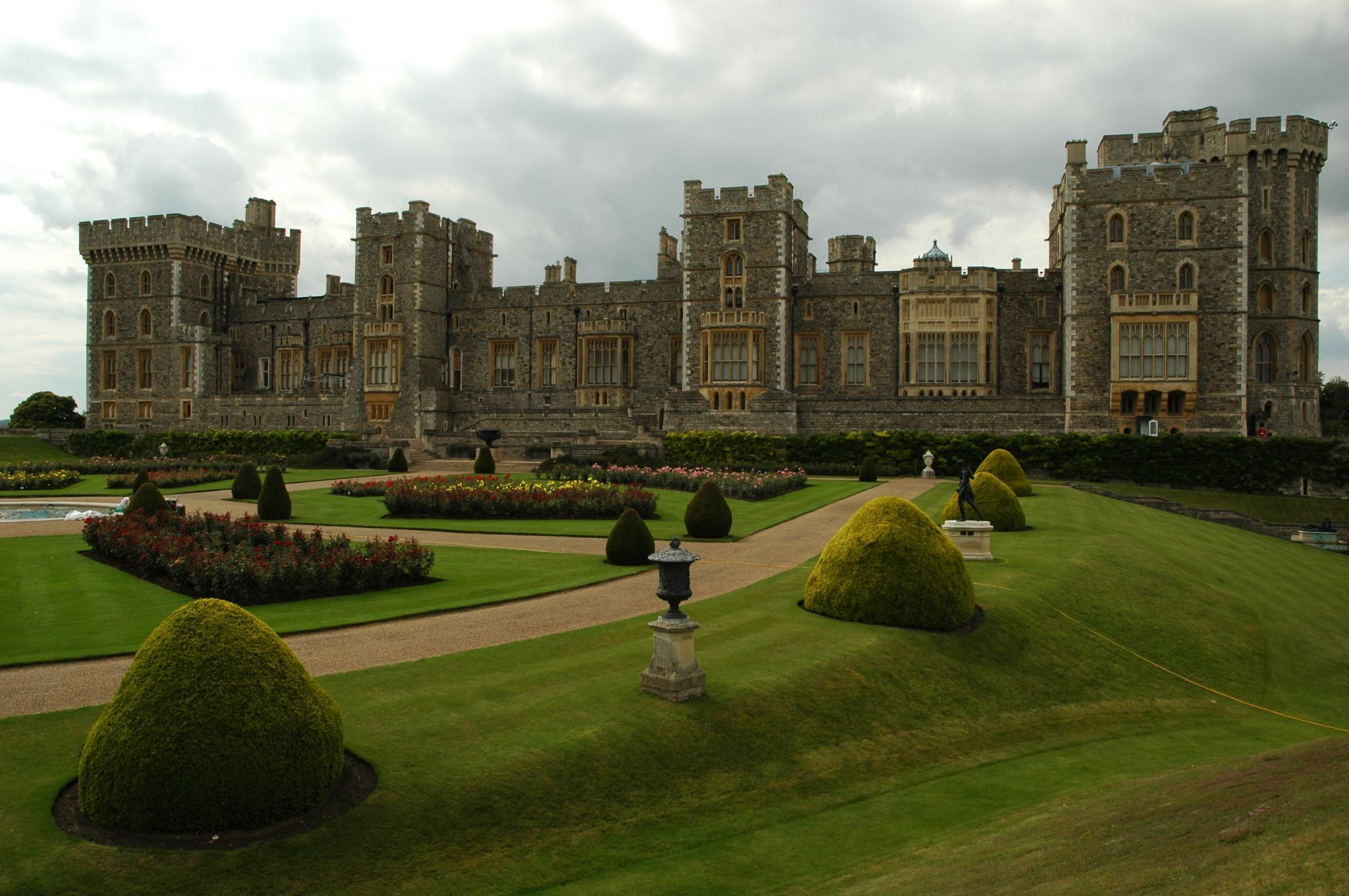
Château de Windsor

## Angleterre du Sud-Ouest

### Comté deCornouailles

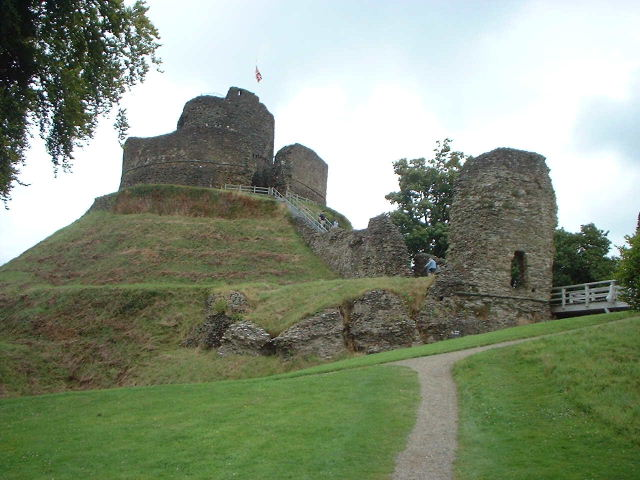
Château de Caerhays
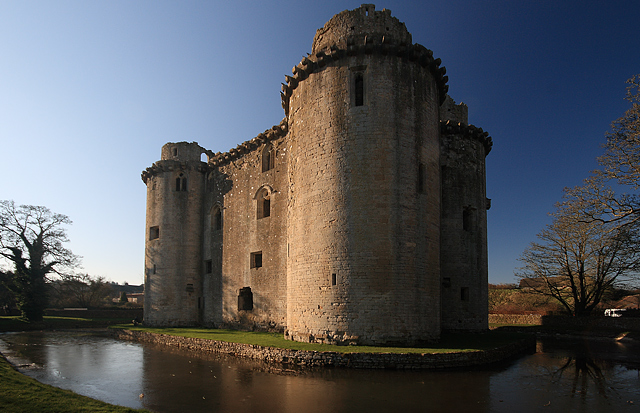
Château de Carn Brea
- Château d'Ince
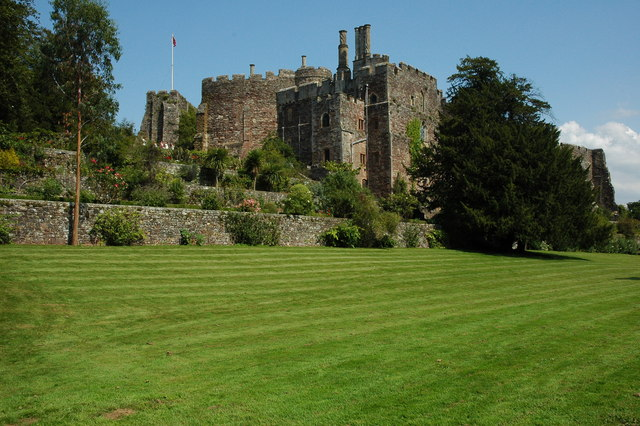
Château de Launceston
- Château de Pendennis
- Château de Restormel
- Château de Saint-Catherine (en)
- Château de St Mawes (en)
- St Michael's Mount
- Château de Tintagel
- Château de Trematon

### Comté duDevon
- Château d'Affeton
- Château de Berry Pomeroy
- Château de Bickleigh
- Château de Compton
- Château de Dartmouth
- Château de Drogo (en)
- Château de Gidleigh
- Château de Kingswear
- Château d'Okehampton
- Château de Powderham (en)
- Château de Rougemont (en)
- Château de Totnes
- Château de Watermouth

### Comté duDorset
- Château de Corfe
- Château de Durlston (en)
- Château de Lulworth
- Château de Pennsylvanie (en)
- Château de Sherborne
- Kingston Lacy

### Comté duGloucestershire
- Château de Berkeley
- Château de Gloucester (en ruines)
- Château de Beverston (en)
- Château de St Briavels (en)
- Château de Sudeley
- Château de Thornbury

### Comté du Somerset
- Château de Banwell
- Château de Dunster
- Château de Farleigh Hungerford (en)
- Château de Midford
- Château de Newton St Loe (en)
- Château de Nunney
- Château de Stogursey (en)
- Château de Taunton
- Château de Walton

### Comté duWiltshire
- Clarendon Palace
- Château de Devizes (en)
- Château de Longford
- Château de Ludgershall
- Nouveau château de Wardour
- Château de Wardour
- Longleat
- Luckington Court
- Wilton House
- Fonthill Abbey

- Château de Launceston
- Château de Nunney
- Château de Berkeley

## Grand Londres
- Apsley House
- Chiswick House
- Boston Manor House
- Château de Bruce
- Palais de Buckingham
- Hall Place (en)
- Château de Hampton Court
- Ham House
- Marlborough House
- Osterley House
- Palais d'Eltham
- Palais de Kensington
- Palais de Kew
- Palais de Westminster
- Palais de Whitehall
- Palais Saint James
- Southside House
- Syon House
- Tour de Londres GlC

## Midlands de l'Est

### Comté duDerbyshire
- Château de Bolsover
- Château de Codnor
- Château de Duffield
- Château d'Elvaston
- Château de Melbourne (en)
- Chatsworth House
- Château de Peveril
- Château de Riber (en)
- Haddon Hall
- Hardwick Hall
- Ilam Hall (en)
- Kedleston Hall
- Renishaw Hall
- Sudbury Hall

### Comté duNottinghamshire
- Château de NewarkGlC
- Château de NottinghamGlC
- Wollaton Hall

### Comté duLincolnshire
- Belton House
- Château de Bolingbroke
- Burghley House
- Château de Grimsthorpe
- Château de Lincoln, (GlC)
- Château de Tattershall

### Comté duLeicestershire
- Château d'Ashby-de-la-Zouch
- Château de Belvoir
- Château de Kirby Muxloe
- Château d'Oakham

### Comté duNorthamptonshire
- Château de Fotheringhay
- Château de Northampton
- Château de Rockingham

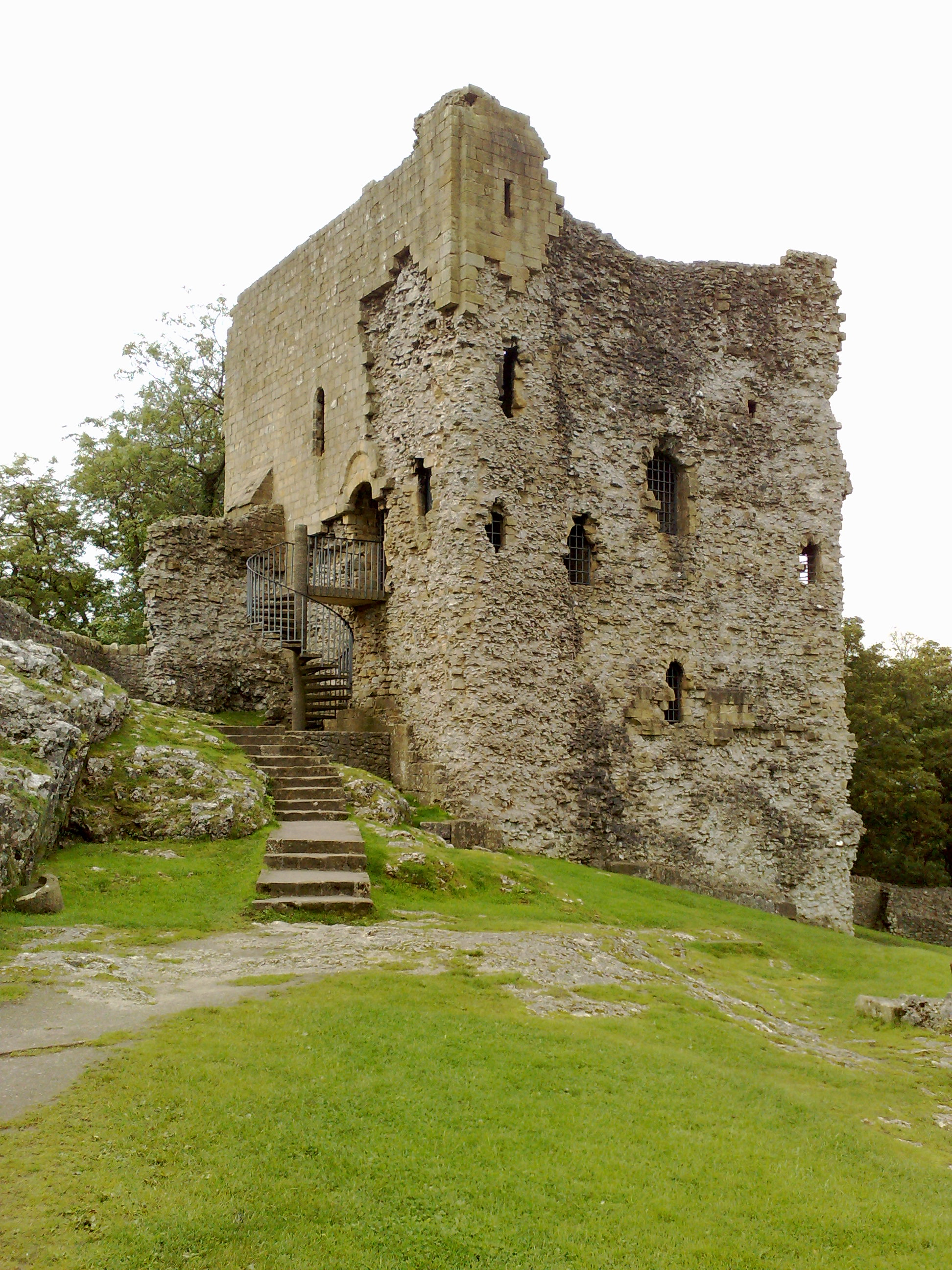
Château de Peveril
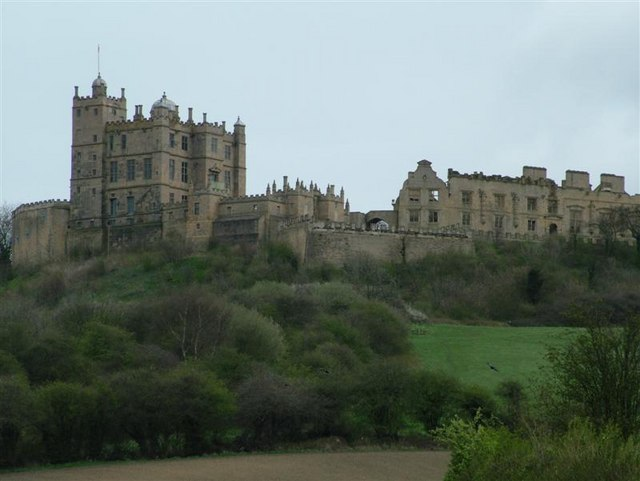
Château de Bolsover
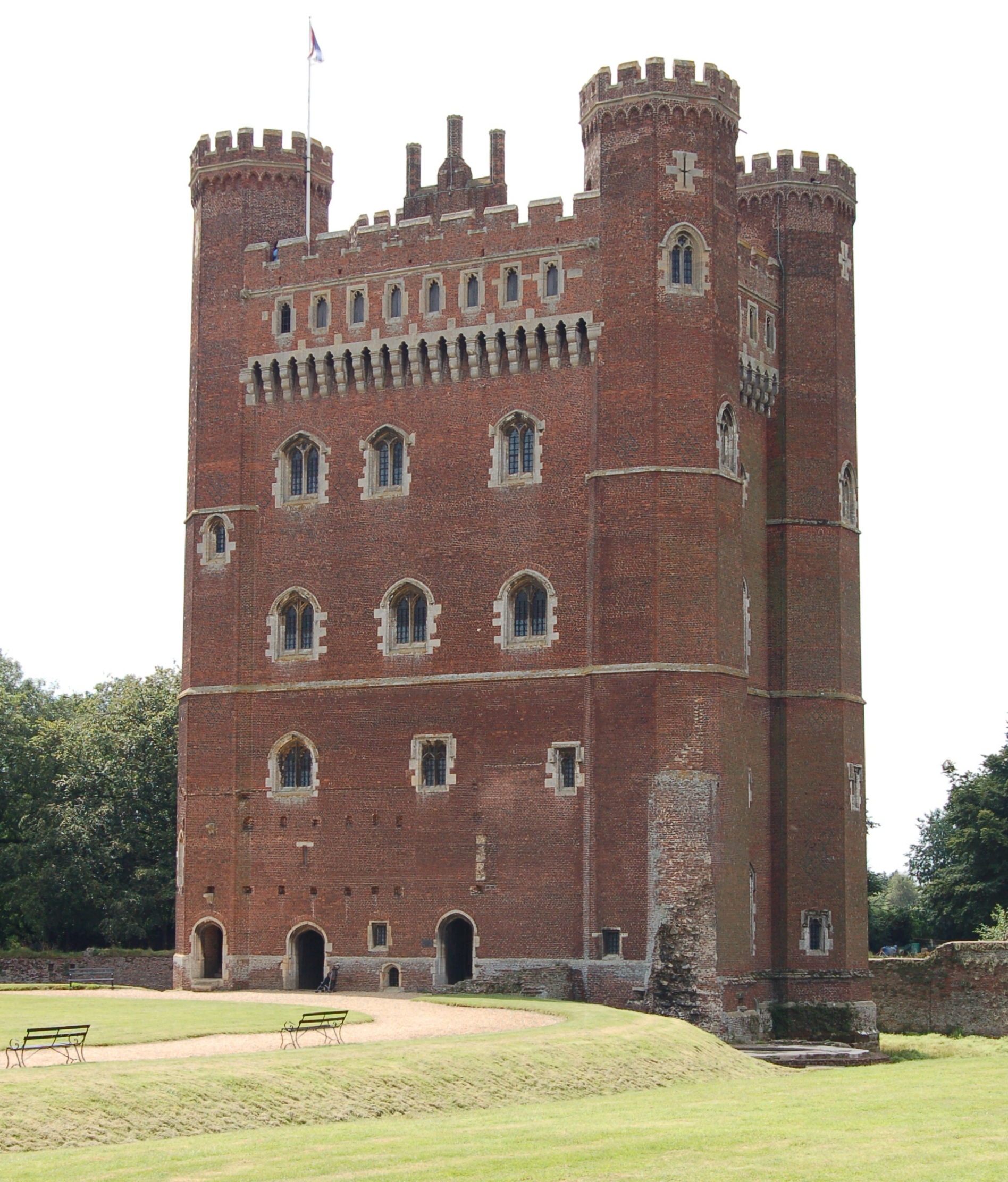
Château de Tattershall

## Midlands de l'Ouest

### Comté duHerefordshire
- Château de Clifford (en)
- Château de Downton
- Château d'Eastnor
- Château de Ewyas Harold
- Château de Goodrich
- Château de Goodrich court (en)
- Château de Kinnersley (en) à Kinnersley
- Château de Longtown (en)
- Château de Pembridge (en)
- Château de Treago (en)
- Château de Wigmore (en)
- Château de Wilton

### Comté duShropshire
- Château d'Acton Burnell
- Château de Bridgnorth (en)
- Château de Caus (en)
- Château de Clun (en)
- Château de Ludlow
- Château de Moreton Corbet
- Château de Rowton
- Château de Shrewsbury GlC
- Château de Stokesay
- Château de Whittington

### Comté duStaffordshire
- Château d'Alton
- Château de Caverswall (en)
- Château de Chartley
- Château de Stafford
- Château de Tamworth
- Château de Tutbury (en)

### Comté duWarwickshire
- Château de Kenilworth
- Château de Warwick
- Guys Cliffe

### Comté duWorcestershire
- Château de Hartlebury (en)
- Château de Worcester (en)GlC

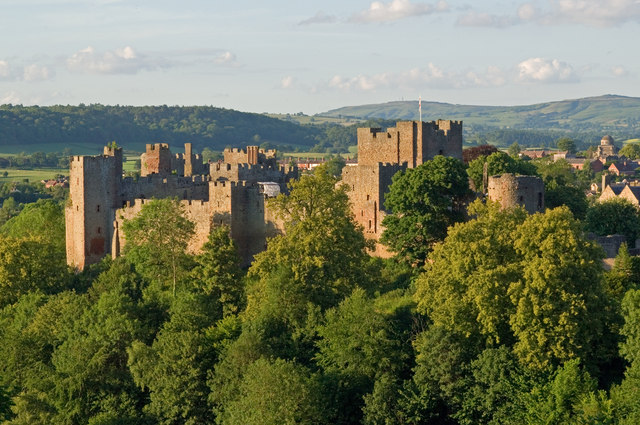
Château de Ludlow
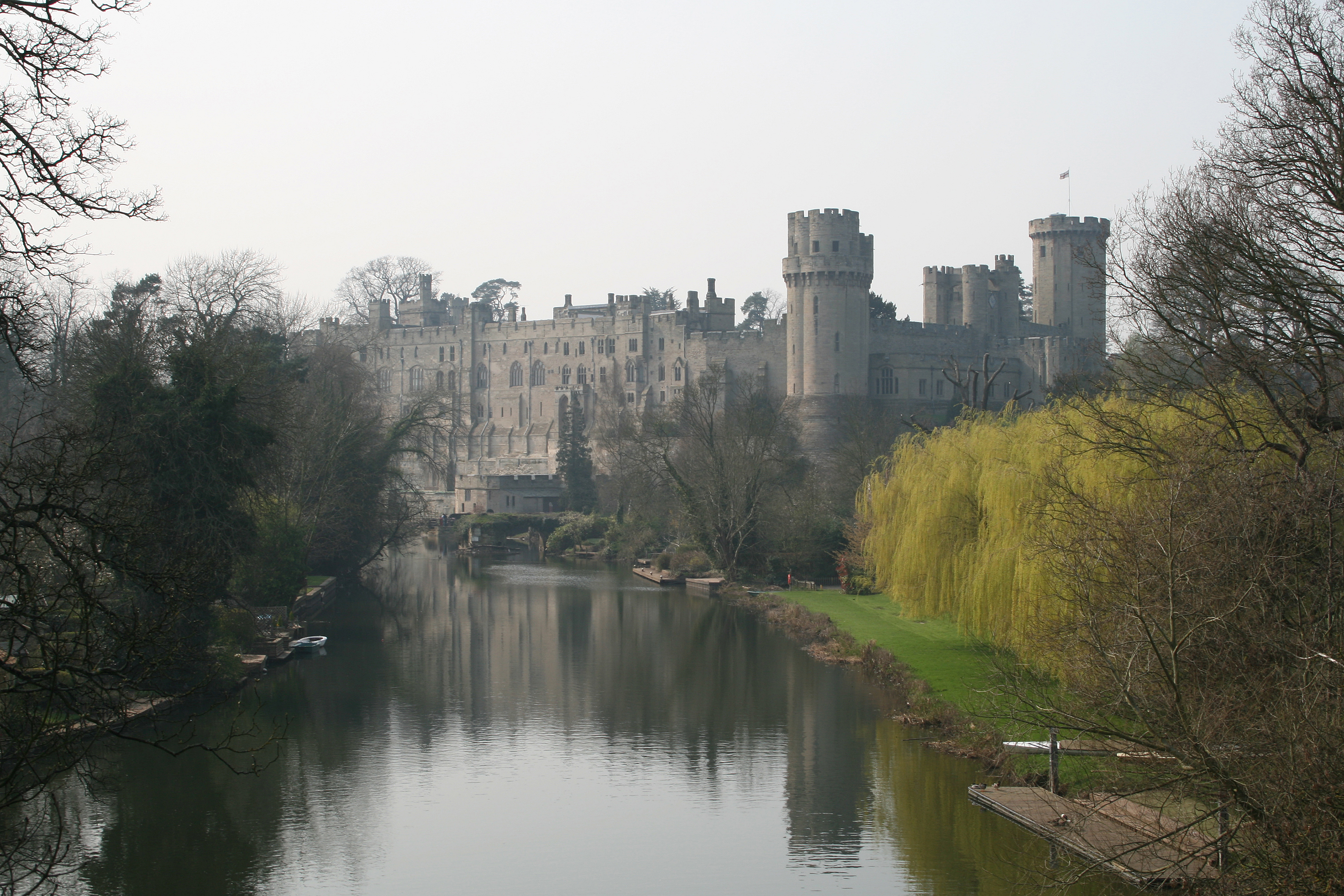
Château de Warwick
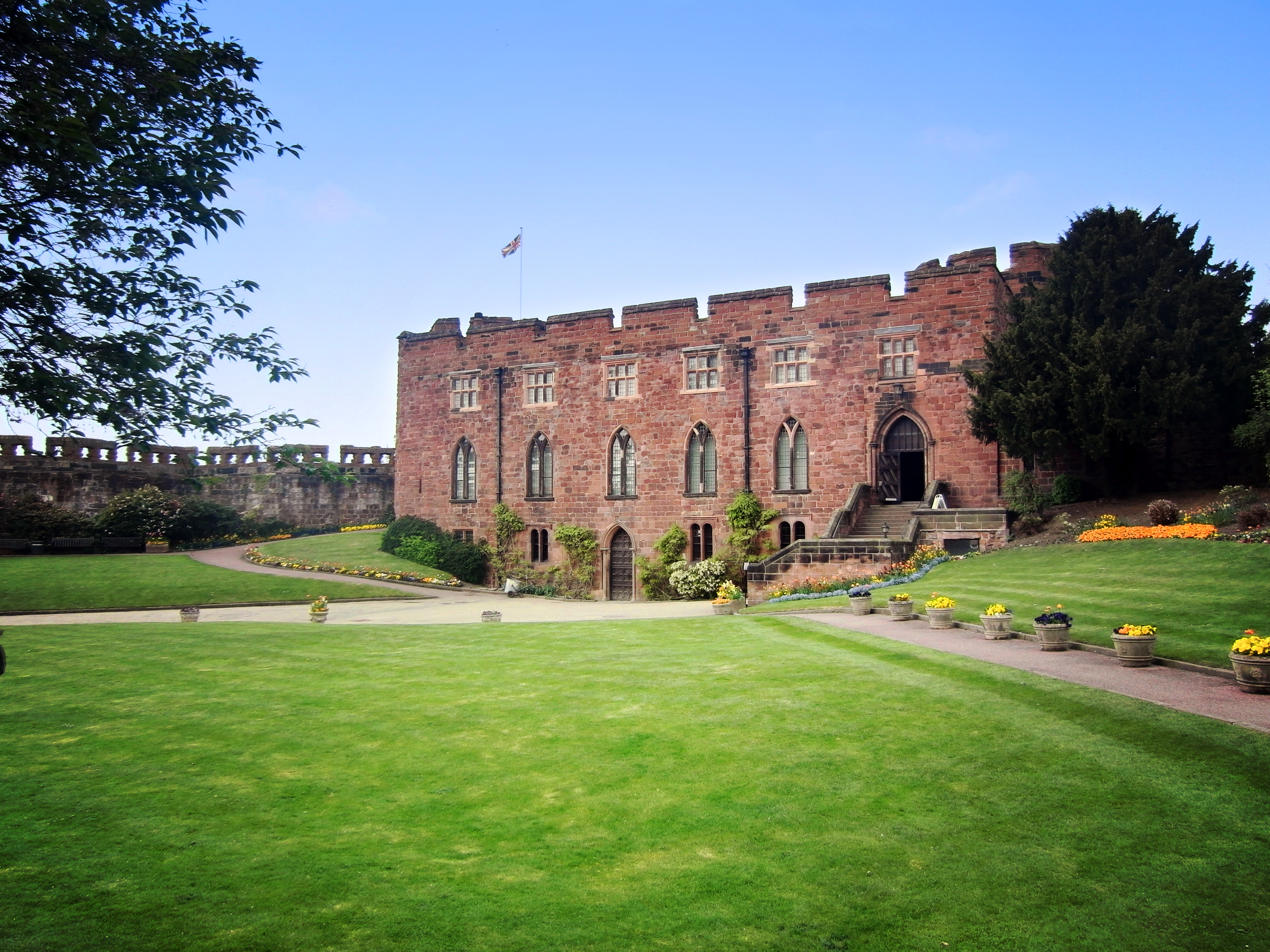
Château de Shrewsbury

## Yorkshire-et-Humber

### Comté duYorkshire du Sud
- Château de Conisbrough
- Château de Sheffield
- Château de Tickhill

### Comté duYorkshire du Nord
- Château de Baile Hill
- Château de Bolton
- Château de Cawood
- Château de Helmsley
- Château Howard
- Château de Knaresborough (en)
- Château de Malton
- Château de Middleham
- Château de Mulgrave
- Château de Pickering
- Château de Ravensworth (en)
- Château de Richmond
- Château de Scarborough
- Château de Sheriff Hutton
- Château de Skipton
- Château de South Cowton (en)
- Château de Spofforth
- Château de Whorlton (en)
- Château de Wilton (en)
- Château d'York GlC

### Comté duYorkshire de l'Ouest
- Château de Dobroyd (en)
- Château de Harewood (en)
- Château de Pontefract
- Château de Sandal
- Harewood House

### Comté duYorkshire de l'Est
- Château de Wressle

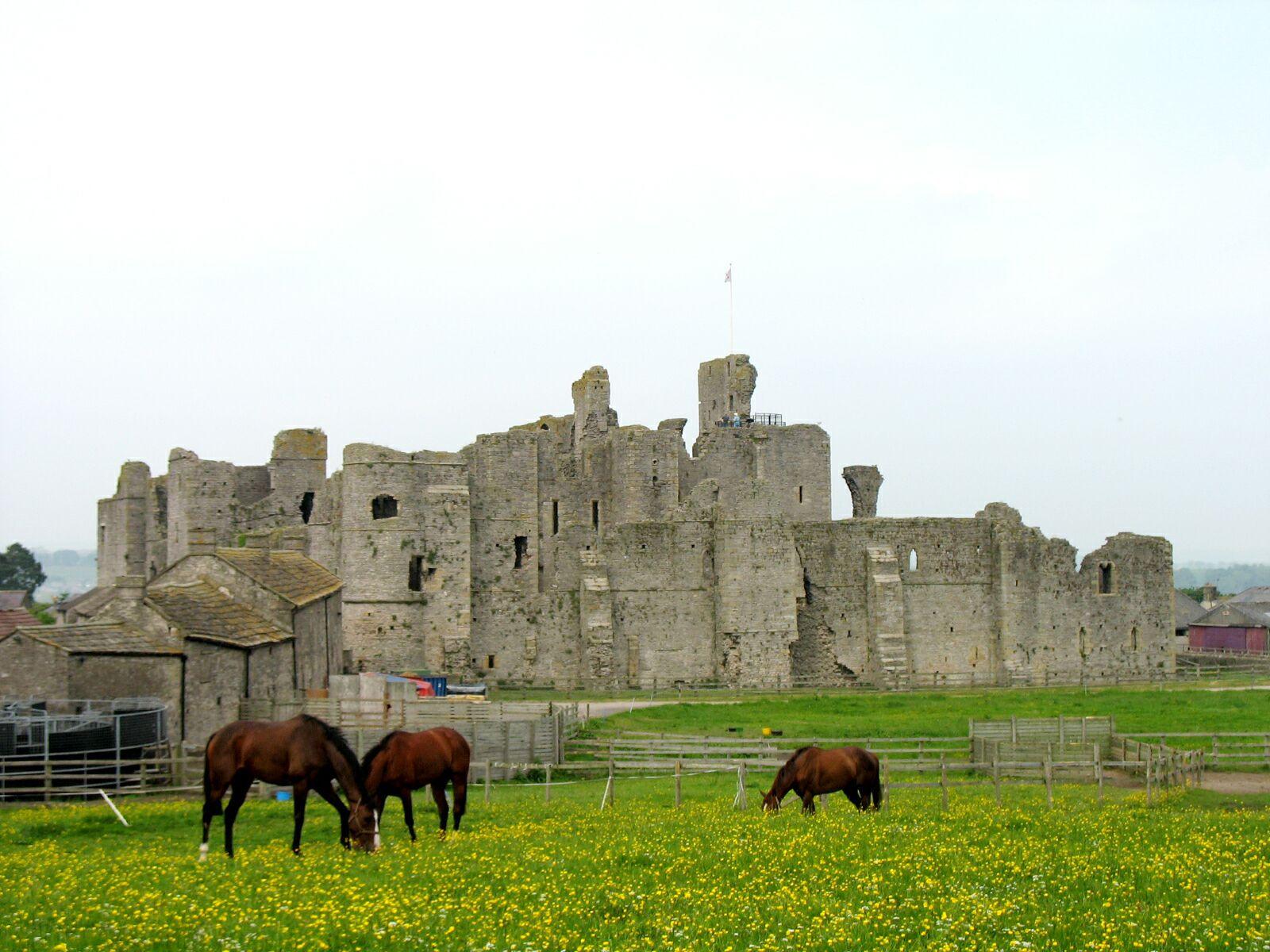
Château de Middleham
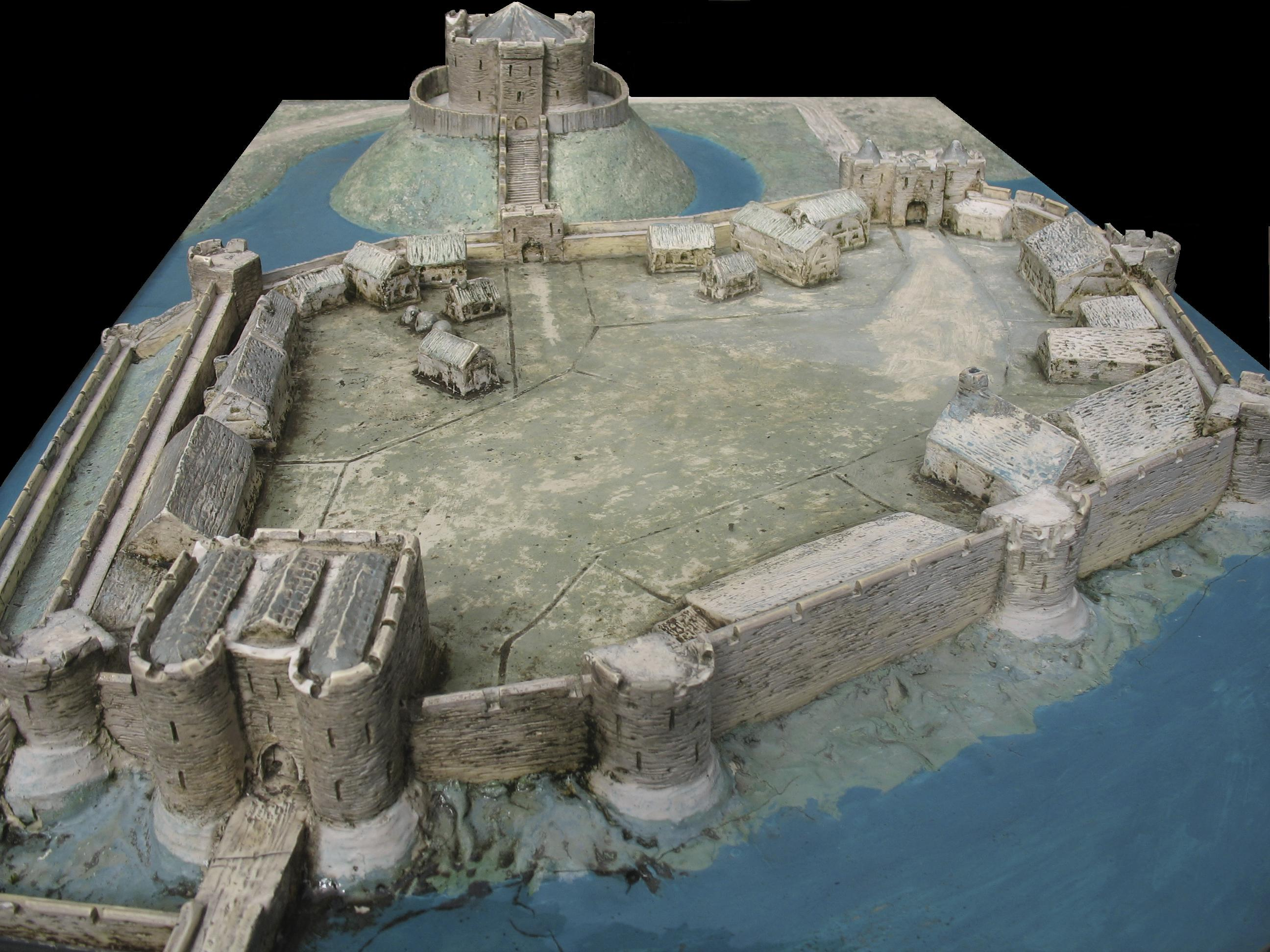
Château d'York
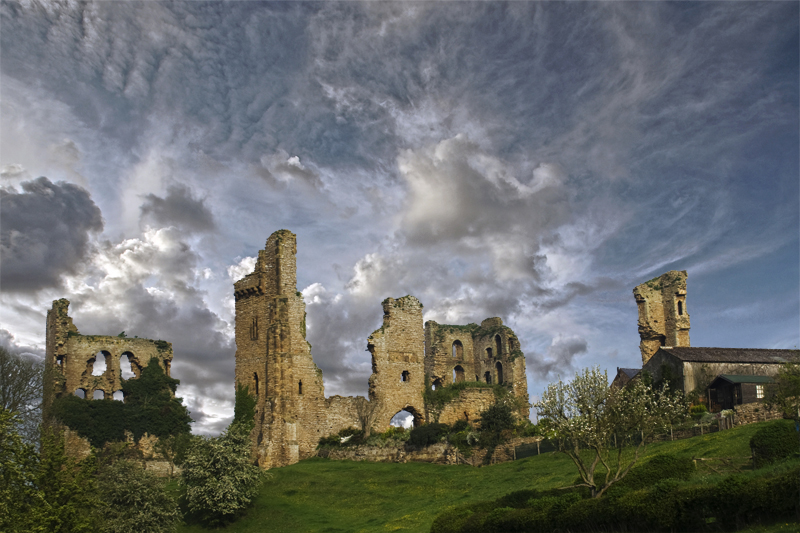
Château de Sheriff Hutton